# Land of the Free
Land of the Free este imnul național din Belize.